# 비비레보역
비비레보역(러시아어: Би́бирево)은 모스크바 지하철 세르푸홉스코 티미랴젭스카야 선의 역이다. 1992년 12월 31일에 개장했다. 이름은 인근에 있는 지역 이름에서 따왔다. 비비레보 역은 알투피옙스키 구에 있기 때문에 인근 알투피예보 역과 혼동되기도 한다. 1994년 알투피예보 역이 개장하기 전까지 잠시동안 기점을 맡기도 했다.